# Jaskinia na Wzgórzu Zamkowym
Jaskinia na Wzgórzu Zamkowym (węg. Budai Vár-barlang) – jaskinia w Budapeszcie we Wzgórzu Zamkowym, położonym w południowo-wschodniej części Gór Budzińskich, wzdłuż Dunaju. Pierwotnie była tworem naturalnym, powstałym w wyniku wymywania przez gorące źródła podziemnych przestrzeni między pokrywającymi wzgórze wapieniami i trawertynami a leżącym niżej marglem. Naturalne pustki łączono z piwnicami domów i ze studniami, a później dokonywano również poważniejszych przekształceń. System piwniczno-jaskiniowy sięga 12 m głębokości i wraz z fragmentami wykonanymi przez człowieka ma 10 000 metrów długości.

## Dostępność
Oficjalne, choć nie zawsze działające, wejścia:
- Úri utca 9. (Labirintus – I wejście),
- Úri utca 51. (wejście w bramie),
- Lovas út 4/A. (Labirintus – II wejście),
- Lovas út 4/B. (Labirintus – III wejście),
- Lovas út 4/C (Muzeum Podziemnego Szpitala i Bunkra Atomowego),
- obok parkingu na ulicy Lovas – wyjście ze schronu przeciwlotniczego pod Radą I Dzielnicy,
- Dísz tér 1–2.,
- w szklanej kabinie przed kościołem Macieja,
- Szentháromság utca 2. – w budynku dawnego ratusza,
- Szentháromság utca 13. – pod kioskiem, w wyjściu bezpieczeństwa Podziemnego Szpitala (wejście i wyjście),
- Dárda utca 2. – piwnica, Országház utca 16. (z deptaka),
- Szentháromság tér (w parku, obok oszklonej windy),
- południowy korytarz w ścianie oporowej poniżej ulicy Hunyadi út,
- północny korytarz Baszty Rybackiej.

## Historia
Wapienna jaskinia krasowa we Wzgórzu Zamkowym powstała w przeszłości wskutek wyługowania szczelin przez wody termalne. Wnętrze jaskini, jak ustalono na podstawie znalezisk, było używane przez pierwotnego człowieka już 350 tysięcy lat temu. 
W XIII wieku używano jaskiń do przechowywania wody i jako piwnic. Później względy wojskowe i gospodarcze zaczęły łączyć się ze sobą, tak więc budynki połączono z piwnicami i we wnętrzu Wzgórza Zamkowego powstał prawdziwy labirynt.

## Badania jaskini

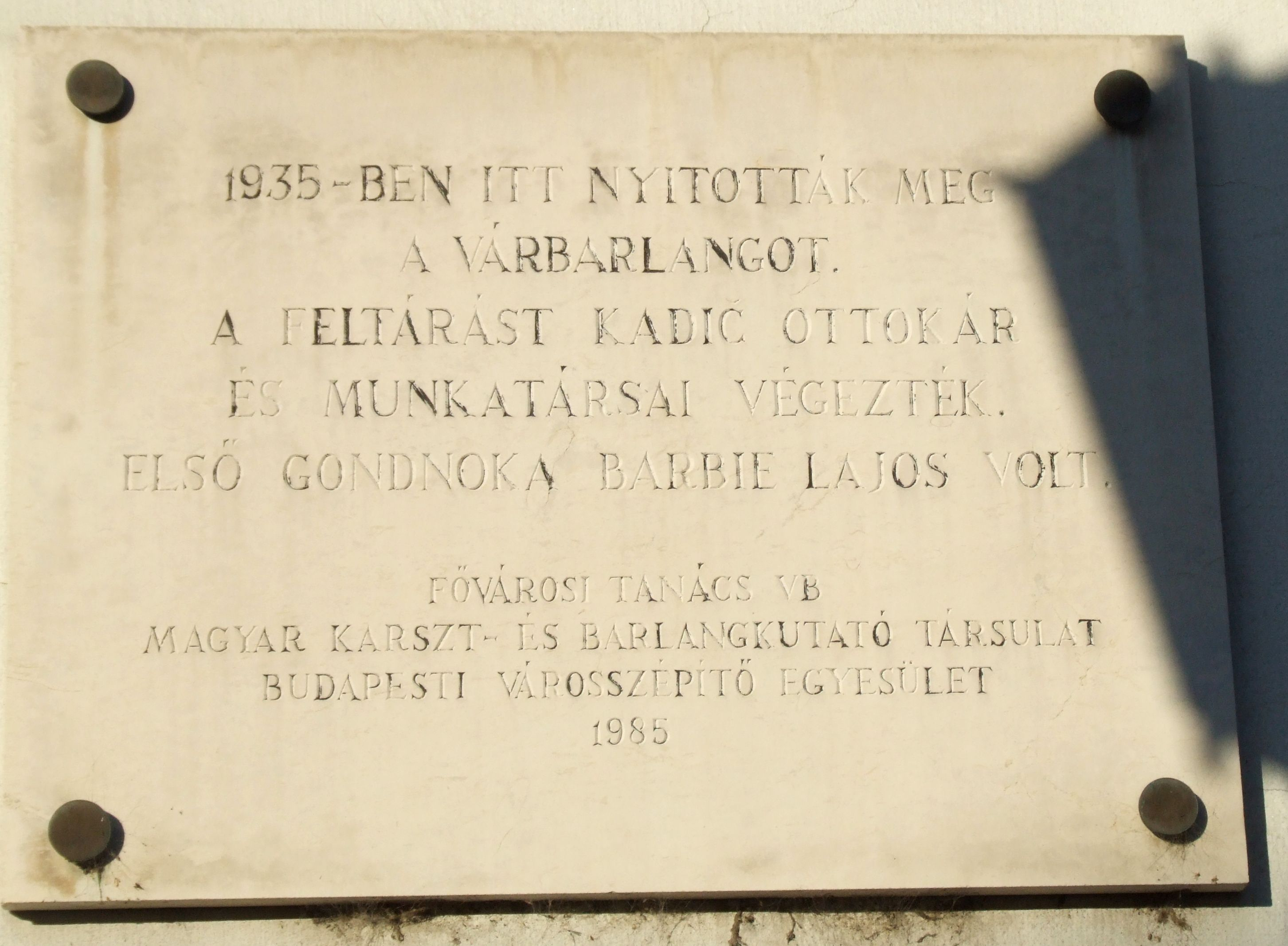
Tablica pamiątkowa na wejściu do podziemi

Podczas prac przy budowie tunelu pod Wzgórzem Zamkowym w 1856 zdarzały się przypadki zalania wyrobisk wodą, co zmusiło budowniczych do zbadania własności hydrologicznych i morfologicznych wzgórza. W latach 1874–1896, w związku z szeroko zakrojonymi pracami renowacyjnymi kościoła Macieja, powstał szereg zawalisk, których przebadania nie można było odłożyć. W latach 80. XIX wieku powierzono ich zbadanie budapeszteńskiemu inżynierowi Ignácowi Schubertowi, któremu udało się dokonać dokładnych pomiarów systemu zamkowych piwnic i naturalnych komór o długości ponad 10 km, z których wiele było jeszcze w tym czasie nieprzechodnich. W 1897 i 1899 na placu Szentháromság doszło do zawalisk w jezdni, które również zostały przez niego dokładnie wymierzone. Na podstawie planów wykonanych w 1885 przez Tamása Szontágha przeprowadzono w 1908 badania przygotowawcze do prac odwadniających w tunelu pod Wzgórzem Zamkowym. 
Systematyczne badania podziemi przeprowadzono w latach 30. XX wieku pod kierownictwem badacza jaskiń Ottokára Kadića po tym, jak okazało się, że we wnętrzu góry znajdują się nie tylko sztuczne pomieszczenia, ale również naturalny system jaskiniowy. 

## Wykorzystanie systemu jaskiniowego w czasach nowożytnych
W 1935 udostępniono część jaskiń, a w późniejszych latach urządzono wystawę znalezionych w nich kości. 
Od 1939 budowano dużym nakładem pracy Stołeczny Zapasowy Szpital Chirurgiczny (Székesfőváros Sebészeti Szükségkórháza), czyli tzw. Podziemny Szpital, oddany do użytku w 1944. Obiekt był zaplanowany na przyjęcie 300 osób. W czasie oblężenia Budapesztu był jednak całkowicie wypełniony rannymi i według obliczeń naocznych świadków stłoczono tu 650–700 osób. Pozostałych, którzy nie zmieścili się w szpitalu, wnoszono do podziemi przez liczne wejścia prowadzące do systemu i kładziono na noszach lub workach wypchanych słomą. Opatrywano tutaj również niemieckich żołnierzy, lecz trafiali oni w większości do części jaskiń przeznaczonych specjalnie dla nich.
Do 1949 wyrabiano tu szczepionkę przeciw tyfusowi na eksport do Jugosławii. W latach 50. XX wieku obiekt utajniono. Oprócz określenia „ściśle tajny” otrzymał kryptonim LOSK 0101/1. Odtajniono go dopiero w 2002. Ze względu na napiętą sytuację w czasie zimnej wojny zdecydowano się na jego rozbudowę i stworzono nowe pomieszczenie szpitalne oraz rozpoczęto wyposażanie obiektu wraz ze wzmocnieniem jego struktury za pomocą żelazobetonu.
25 października 1956 otworzono nie całkiem wykończony szpital i opatrywano w nim rannych cywilów i żołnierzy. Po stłumieniu powstania węgierskiego przez krótki czas działał jako szpital więzienny. 
W latach 1958–1962 rozbudowano go i przebudowano tak, by był bezpieczny w razie ataku chemicznego lub atomowego. Wtedy wybudowano śluzę sanitarną i system uzdatniania powietrza i wody. Powstał również bezpośredni rurociąg do Dunaju wraz z systemem pomp, system filtrów zabezpieczających przed gazami bojowymi i system zasilania w energię. Na wysoki poziom szpitala wskazuje fakt, że wyposażono go w klimatyzację. Wskutek rozwoju techniki wojskowej już pod koniec lat 60. XX wieku obiekt okazał się przestarzały. 
W 1961 ponownie otwarto muzeum w podziemiach, a w 1965 otwarto wejście na ulicy Úri. Muzeum prezentowało w tym czasie przedmioty znalezione w ruinach średniowiecznego zamku królewskiego.

## Od lat 80. XX wieku do dzisiaj
W 1983 otwarto tu pierwszy węgierski gabinet figur woskowych. Od 1997 z kolei 4000 m² jaskiń udostępniono na powierzchnie wystawowe i na pracownie. Tematyka labiryntu znalazła swoje zdecydowane miejsce w szeregu programów literackich, filozoficznych, artystycznych, filmowych i muzycznych. 

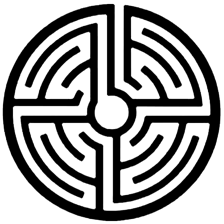
Logo wystawy

Pod nazwą Budavári Labirintus (Labirynt na Budzińskim Zamku) znana była największa wystawa w zamkowych podziemiach, która odbywała się w latach 1983–2011. Ponieważ zespół wystaw funkcjonował przez dziesięciolecia, zaczęto go identyfikować jednoznacznie, ale mylnie, z zamkowymi podziemiami. Po raz pierwszy stała się powszechnie znana w 2000, kiedy została zaliczona do 50 najbardziej interesujących miejsc na świecie dzięki Olajlámpás Labirintus, czyli Labiryntowi z lampkami oliwnymi. Wystawa należała do 10 najbardziej ulubionych i uczęszczanych atrakcji kulturalnych Budapesztu, a jedno z czasopism turystycznych zaliczyło ją do 7 podziemnych cudów świata.
Działalność firmy Budavári Labirintus Kft., zajmującej się od 1984 wystawiennictwem, została wstrzymana przez władze w lipcu 2011 i podziemia zostały zamknięte dla publiczności. Cztery miesiące później, w listopadzie 2011, inna firma udostępniła podziemia dla zwiedzających. Zdarzenie to zyskało duży oddźwięk medialny, a poprzednia firma wytoczyła władzom proces, ciągnący się przez dwa lata, który zakończył dopiero wyrok wydany przez Sąd Najwyższy w czerwcu 2013.
Podziemia funkcjonują obecnie w części jako gabinet figur woskowych, a w drugiej części eksponowane są przedmioty z lapidarium.